# Arkitekturmåleri
Arkitekturmåleri är en genre inom konsten som har byggnadsverk, såväl exteriörer som interiörer, som huvudsakligt motiv. Konstarten odlades redan under antiken särskilt hos romarna (exempel är väggmålningar i Pompeji), men inte som självändamål utan med uppgift att skapa en bakgrund för figurscener eller som beståndsdel i ett landskap.

## Historik

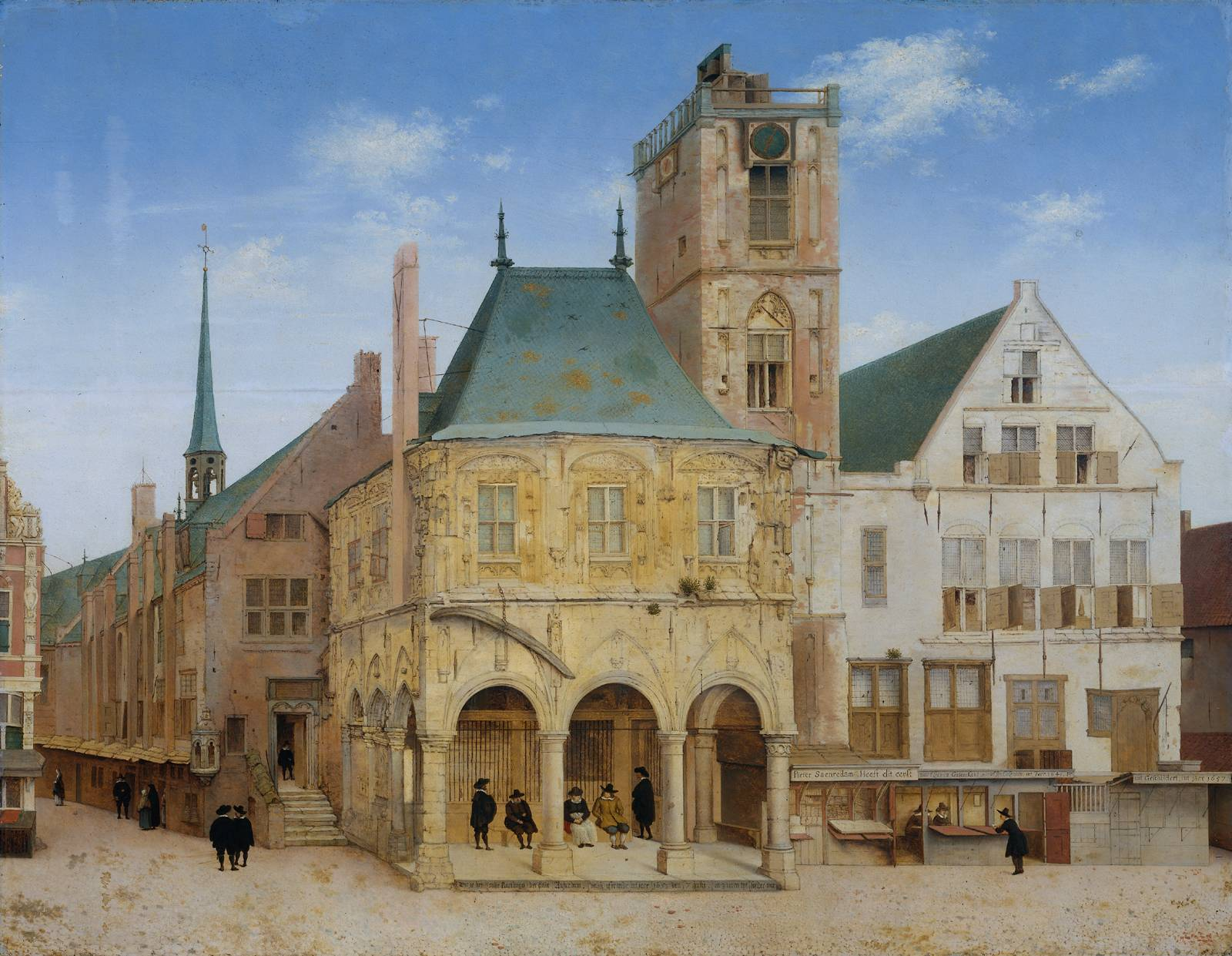
Pieter Jansz, Saenredam, 1657, Gamla Stadshuset i Amsterdam, nu i Rijksmuseum i Amsterdam.

Den italienska renässansen framställde rena arkitekturbilder, men en mer självständig ställning fick arkitekturmåleriet mot slutet av 1500-talet genom nederländarna Hendrik van Steenwyck, Pieter Neefs, Dirck van Delen, Emanuel de Witte, Jan Van der Heyden och andra.

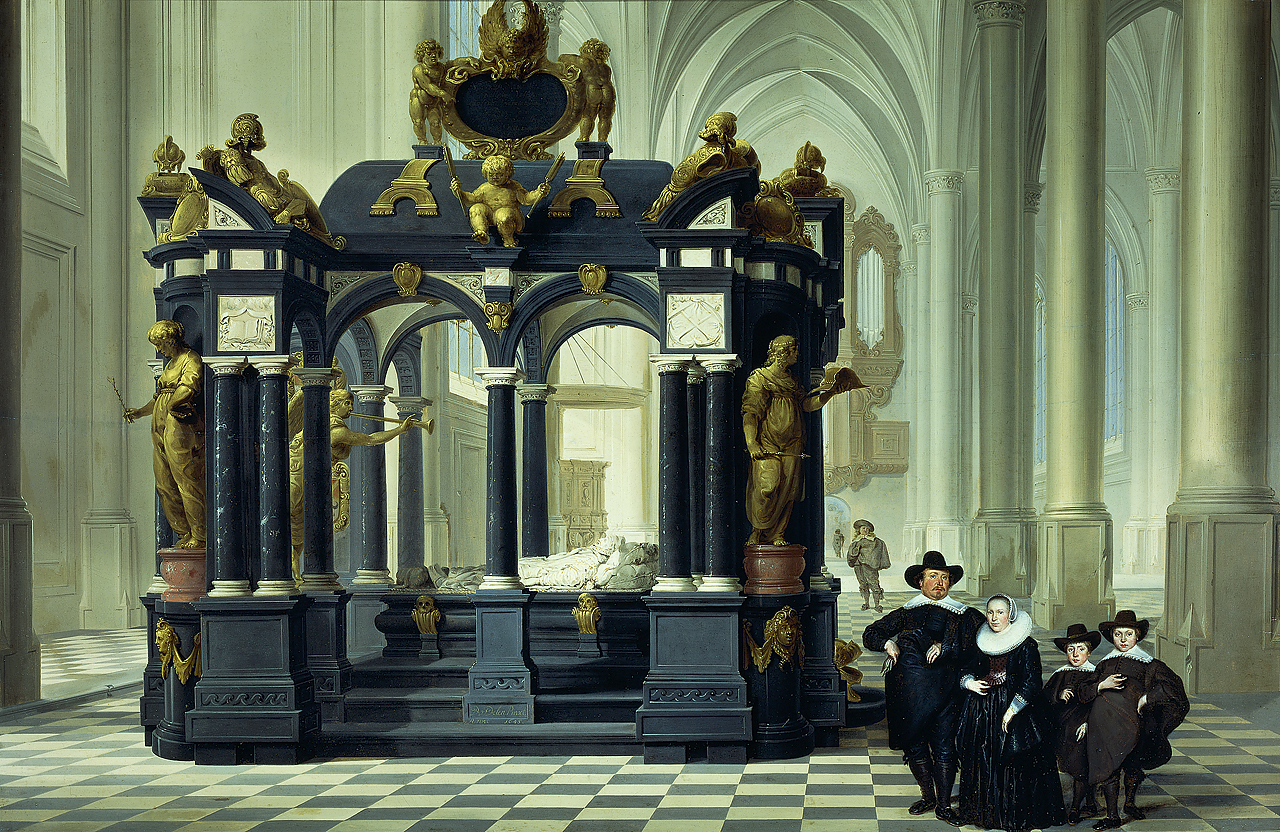
Dirck van Delen, 1645, En familj vid Willem I:s grav I Nieuve Kerk, Deft, nu I Rijksmuseum.

Bland 1700-talets italienare inom genren kan nämnas venetianarna Antonio Canale, Canaletto, Francesco Guardi. Under 1800-talet utmärkte sig bland annat tyskarna Karl Friedrich Schinkel och Friedrich Gärtner, fransmännen Francois Marius Granet och Villeret, danskarna Christoffer Wilhelm Eckersberg och Constantin  Hansen samt svenskarna Gustaf Wilhelm Palm, Fredrik Wilhelm Scholander och Frans Wilhelm Odelmark. Bland grafiker kan framhållas Antonio Canale och Giovanni Battista Piranesi, Charles Méryon, James McNeill Whistler samt svenskarna Ferdinand Boberg och Hjalmar Molin.